# Federico Garretón Silva
Federico Aníbal Garretón Silva (Los Ángeles, 1853-Santiago, 28 de mayo de 1922) fue un militar y agricultor chileno que defendió a su país en la Guerra del Pacífico y en la Guerra Civil de 1891, defendiendo al Presidente Balmaceda. Posteriormente se dedicó a la agricultura en Los Ángeles, se casó con Clara Rosa Silva Merino y tuvo 11 hijos, entre ellos Alejandro Garretón Silva.

## Biografía

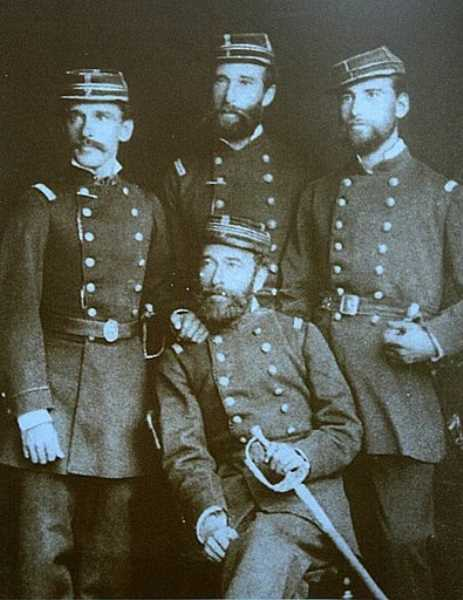
Los hermanos José Antonio, Abel y Federico Aníbal Garretón Silva, y su tío Ricardo Silva Arriagada (sentado)

Miembro de la Familia Garretón, descendiente de Juan Antonio Garretón Pibernat e hijo de José Antonio Garretón Galván y Carlota Eulojia Silva Arriagada.
Siendo subteniente del Regimiento de Infantería n.º 2 "Maipo", junto a sus hermanos José Antonio, Abel y su tío Ricardo Silva Arriagada, parten en los primeros grupos al norte a bordo del transporte Rimac. Desembarcan en Antofagasta el 22 de mayo de 1879 el día siguiente del Combate Naval de Iquique y se trasladan rápidamente al Mineral de Caracoles, que por órdenes del supremo Gobierno debía ser resguardado.
Avanza a Calama y en una corta batalla terminan de expulsar a los bolivianos que se habían retirado de Antofagasta el 14 de febrero de 1879, luego de la Ocupación chilena de Antofagasta.
Vuelve tras la victoria a Caracoles y siendo elevado a Regimiento el 2º de Línea, queda destinado en la 3ª Compañía del 1º batallón.
De regreso al puerto, se embarcan para emprender una nueva campaña  en el desembarco y combate de Pisagua el 2 de noviembre de 1879.
Cuando las tropas del general peruano Buendía emprendieron las retirada de Dolores y se agruparon en la quebrada de Tarapacá, Federico fue parte del contingente enviado al lugar para dar el gran golpe al enemigo. Contrariamente a todo lo que se pensó en esta Batalla de Tarapacá del día 27 de noviembre de 1879, tras horas de luchas los integrantes del Segundo de Línea son casi exterminados y el subteniente Garretón debe emprender la retirada con un puñado de soldados. En esta batalla se dio muerte a su hermano José Antonio y su otro hermano Abel fue herido. Regresó y se estableció en Santa Catalina, cuando es ascendido a Teniente en febrero de 1880. Luego avanza hacia el norte y se encuentra en el contingente que emprendió la campaña a Moquegua y que triunfó en la Batalla de Los Ángeles en Moquegua del 22 de marzo de 1880.
Su próxima acción fue en la Batalla de Tacna el 26 de mayo de 1880, donde junto a sus compañeros, tras escuchar la arenga de Estanislao Del Canto atacaron sin compasión al enemigo que en Tarapacá los había emboscado.
Asciende a Capitán en noviembre de 1880.
Se encuentra en las batallas de Chorrillos y Miraflores los días 13 y 15 de enero de 1881, lo que abrió la puerta no solo a la capital peruana, sino al país entero.
Al año siguiente emprende la expedición a la sierra central, comandada por el coronel Estanislao Del Canto y al poco andar, es enviado a Lima para asumir como capitán ayudante del Batallón Cívico Movilizado Aconcagua y en noviembre de 1881 al Batallón Lontué, asumiendo como sargento mayor un puesto más retaguardia del ejército en la Guerra.
Terminada la guerra, regresa a Chile y contrae matrimonio con doña Clara Rosa Silva Merino, con quien tuvo 11 hijos, entre ellos Alejandro Garretón Silva.
En el año 1894, escribe "El juez letrado, don Carlos E. Olivos B", publicado en Santiago de Chile.
Muere de diabetes en Santiago el 28 de mayo de 1922.